# Vaginalaplasie

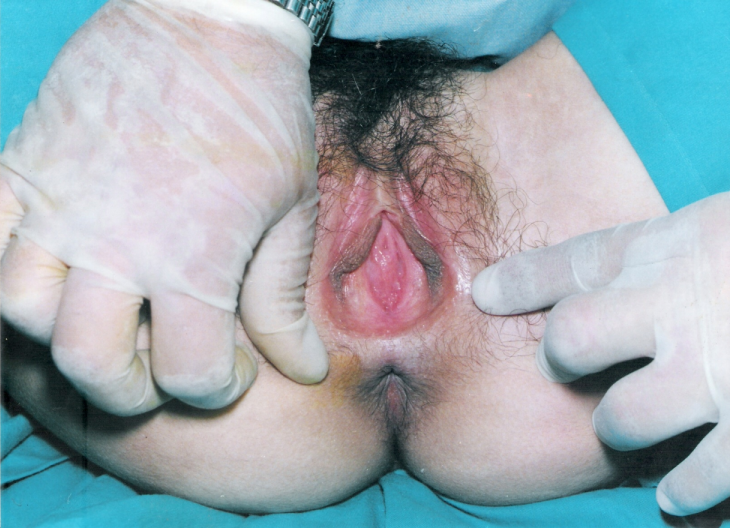
Vaginalaplasie

Als Vaginalaplasie oder Scheidenaplasie (Aplasia vaginae) bezeichnet man in der Medizin das Fehlen beziehungsweise die unvollständige Ausbildung der Vagina als Folge einer angeborenen Hemmungsfehlbildung, bei der es aufgrund der fehlenden Ausbildung von Vaginalknospen und der Vaginalplatte in der ontogenetischen Entwicklung nicht zum Durchbruch der Müller-Gänge in den Sinus urogenitalis kommt.
Eine Vaginalaplasie ist fast immer ein Symptom eines Mayer-Rokitansky-Küster-Hauser-Syndroms, eines Swyer-Syndroms, der Kompletten Androgenresistenz oder des Turner-Syndroms und dann mit anderen körperlichen Variationen verbunden, etwa dem Fehlen der Gebärmutter.
Die Therapie einer Vaginalaplasie mit dem Ziel, einen normalen Vollzug des Geschlechtsverkehrs zu ermöglichen, erfolgt beim konservativen Vorgehen durch die Dehnung nach Frank. Hierbei wird die Scheide durch Dilatatoren, die eigenen Finger und/oder Geschlechtsverkehr selbst gedehnt. Dieses Vorgehen erfordert ein hohes Maß an Bereitschaft der Patientin, erweist sich aber für die Entwicklung des Selbstwertgefühls und Körperbewusstseins als weit überlegen, so dass sie bei geeignetem Befund mittlerweile als Methode der ersten Wahl empfohlen wird. Bei allen operativen Verfahren zum Anlegen einer Neovagina (Kolpopoese) können Verletzungen von Scheide und Rektum entstehen, außerdem ist die psychosoziale Nachsorge oft unzureichend. Die gängigsten Methoden sind die Epidermisscheide nach McIndoe, die Darmscheide, die Peritonealscheide und die Neovagina nach Vecchietti.